# 拉尤 (多米尼克)
15°23′N 61°26′W / 15.383°N 61.433°W
拉尤（Layou）是加勒比海岛国多米尼克西海岸中的一座村庄，行政上由圣约瑟夫区负责管辖，位于拉尤河（得名自此）附近。这里主要进行渔业。